# اسداپسون
اسداپسون (انگلیسی: Acedapsone) یک داروی ضد میکروبی است که همچنین دارای فعالیت ضد مالاریا است. این ماده یک پیش‌داروی طولانی اثر داپسون است که برای درمان جذام به کار می‌رود.
این ماده کمی در آب محلول است.